# Братья Монгольфье

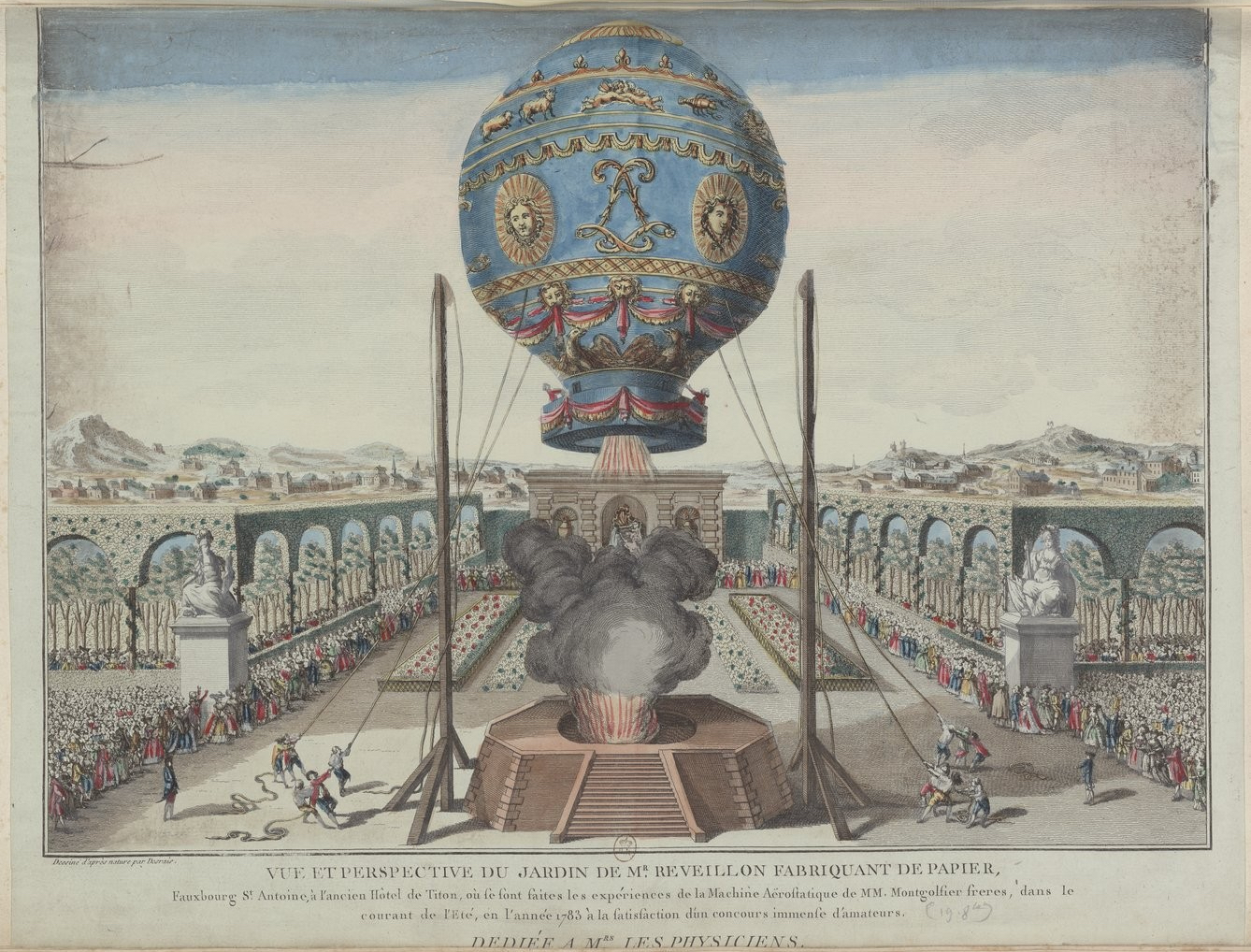
Шар братьев Монгольфье

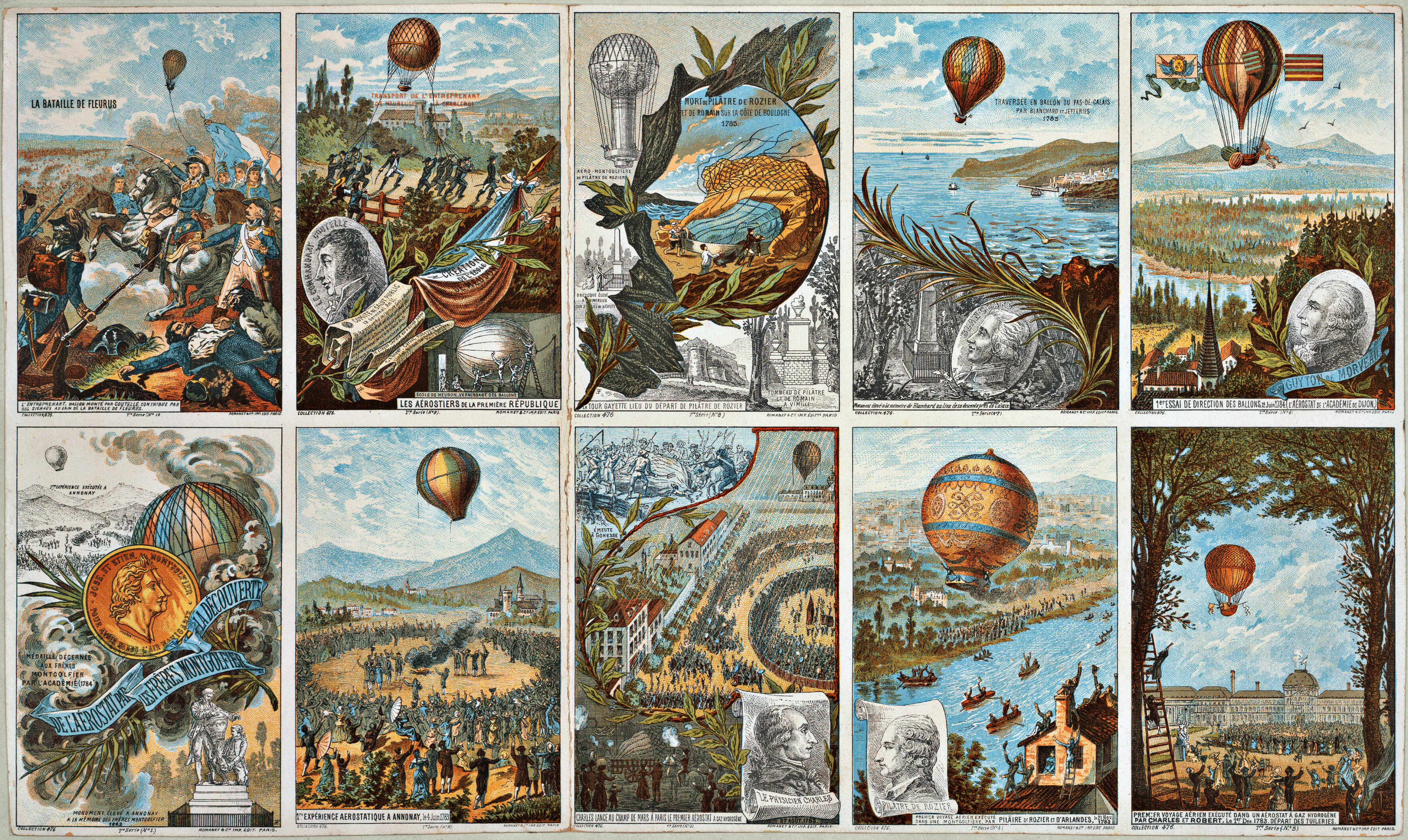
Первые полёты на воздушном шаре

Монгольфье́ (фр. Montgolfier) — братья Жозеф-Мишель (1740—1810) и Жак-Этьенн (1745—1799), изобретатели воздушного шара.

## Биография

### Ранние годы и детство
Жозеф-Мишель и Жак-Этьенн Монгольфье родились в семье производителя бумаги, где в семье было 16 детей. Их родителями были Пьер Монгольфье (1700—1793) и Анна Дюре (1701—1760). Впервые Пьер Монгольфье назначил преемником старшего сына Раймона Монгольфье (1730—1772). Жозеф-Мишель был 12-м ребенком. Описанный, как индивидуалист и мечтатель, он был непрактичен с точки зрения бизнеса и личных дел. Жак-Этьенн был 15-м ребенком, обладал гораздо более уравновешенным и деловым характером и был отправлен в Париж учиться на архитектора. После внезапной смерти Раймона в 1772 году он был отозван в Анноне для управления семейным бизнесом. В последующие 10 лет Этьенн применил свой талант к техническим инновациям в семейном бизнесе по производству бумаги, который тогда, как и сейчас, был высокотехнологичной отраслью. Ему удалось внедрить последние голландские инновации того времени на семейных фабриках.

### Карьера
Братьям принадлежит первый успех в воздухоплавании — они подняли в воздух изготовленный из бумаги шар с отверстием внизу, наполняя шар горячими газами легче воздуха, пока их температура была ещё достаточно высока. В основе эксперимента лежала ошибочная идея о том, что от горения особой смеси из шерсти и соломы образуется «электрический дым», способный поднять наполненное им лёгкое тело. Впоследствии Соссюр опроверг её, подняв шар нагреванием заключённого в нём воздуха с помощью введения в отверстие шара раскалённой железной полосы.
Первый публичный опыт Монгольфье произвели 4 июня 1783 года с шаром из холста, оклеенным обоями с принадлежащей их семье фабрики. Шар имел около 11,5 метров в поперечнике и весил 230 кг, за 10 минут он взлетел на высоту 1500÷2000 м (по оценке очевидцев) и опустился на расстоянии около 2 км от места подъёма. Жак Шарль решился наполнить шар водородом и этим значительно продвинул вперёд дело воздухоплавания. Шары, наполняемые тёплым воздухом, получили название «монгольфьеров», а водородом — «шарльеров». Первый «шарльер» поднялся с Марсова поля в Париже 27 августа 1783 года. Через три четверти часа после поднятия шар опустился в 20-и км от Парижа. Все эти опыты были произведены с шарами, не имевшими никаких живых пассажиров.
19 сентября того же года братья Монгольфье запустили в Версале шар, в корзине которого находились баран, петух и утка. На значительной высоте шар прорвался, но спустился настолько плавно, что животные не пострадали.
Наконец, 21 ноября 1783 года впервые поднялись и благополучно спустились на монгольфьере люди: учёный-химик Жан-Франсуа Пилатр де Розье и офицер королевской гвардии, маркиз Франсуа Лоран д’Арланд. Произошло это в западном пригороде Парижа. Из замка под названием «де ла Мюэт» воздухоплаватели на шаре, наполненном горячим воздухом, поднялись на высоту 915-и метров и, пролетев расстояние в 9 километров, плавно приземлились на открытой местности, недалеко от дороги на Фонтенбло. Полёт продлился 25 минут.
Жак-Этьенн Монгольфье умер 2 августа 1799 года в возрасте 54-х лет. Жозеф-Мишель Монгольфье умер 26 июня 1810 года в возрасте 69 лет.

## Сочинения братьев
- «Доклад об аэростате» (Discours sur l’aërostat, 1783),
- «Воздухоплаватели» (Les voyageurs aériens, 1784),
- «Записки об аэростатической машине» (Mémoire sur la machine aérostatique, 1784).

## Память

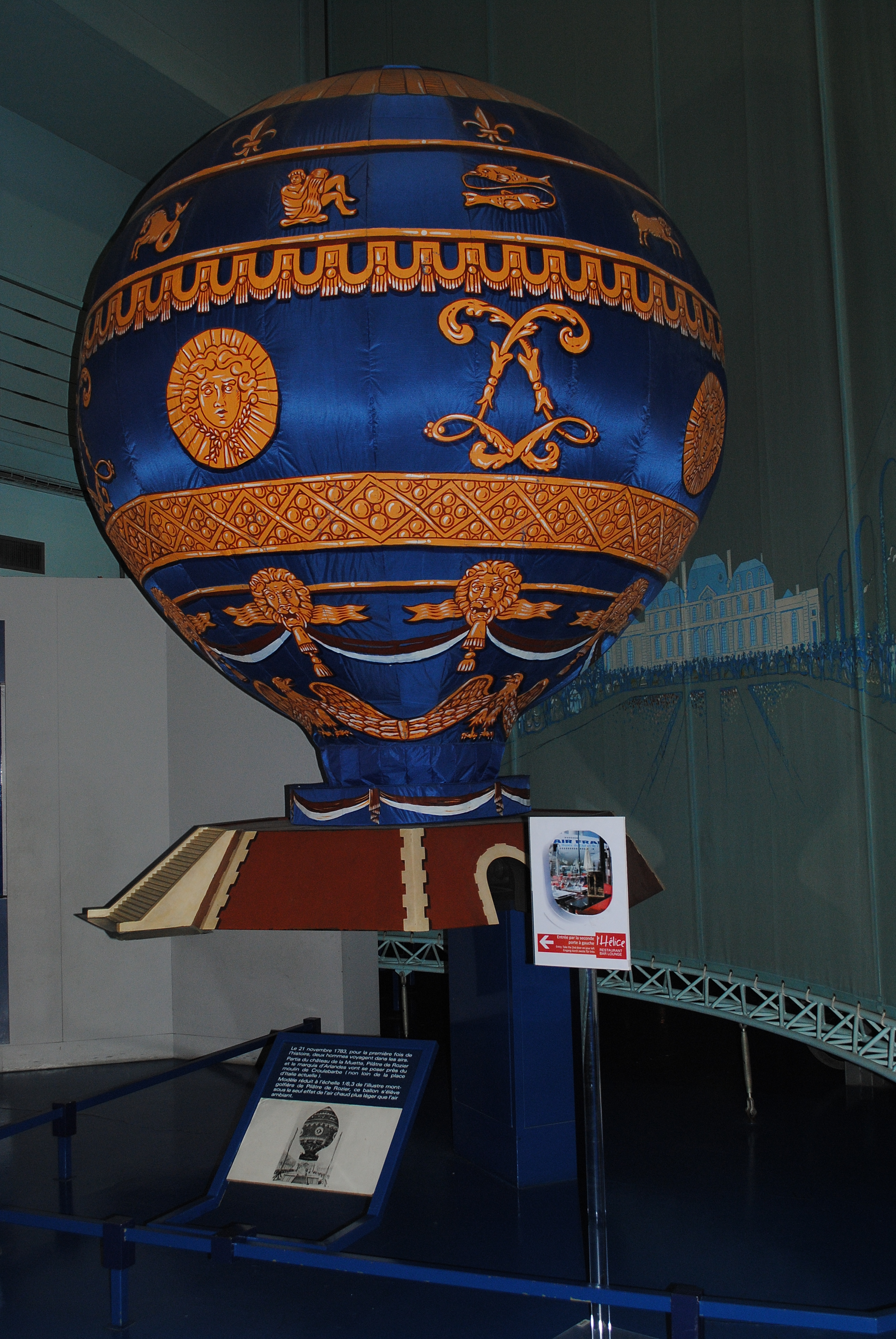
Модель шара братьев Монгольфье в музее авиации в Ле Бурже

- В 1883 году на их родине в Анноне им был открыт памятник.
- В ряде музеев мира (Музей авиации и космонавтики в Ле Бурже, Королевский музей армии и военной истории в Брюсселе, Музей науки в Лондоне) представлены модели воздушных шаров братьев Монгольфье.
- В 1970 году Международный астрономический союз присвоил имя братьев Монгольфье кратеру на обратной стороне Луны.

### В культуре и искусстве
- Одна из пьес драматурга Вадима Леванова называется «Шар братьев Монгольфье».